# Olympische Sommerspiele 2024/Teilnehmer (Turkmenistan)
| Gelbes Symbol für Goldmedaillen mit stilisierten Olympischen Ringen | Graues Symbol für Silbermedaillen mit stilisierten Olympischen Ringen | Braundes Symbol für Bronzemedaillen mit stilisierten Olympischen Ringen |
| ------------------------------------------------------------------- | --------------------------------------------------------------------- | ----------------------------------------------------------------------- |
| —                                                                   | —                                                                     | —                                                                       |

Turkmenistan nahm an den Olympischen Spielen 2024 vom 26. Juli bis zum 11. August 2024 in Paris teil. Es war die insgesamt achte Teilnahme an Olympischen Sommerspielen.

## Teilnehmer nach Sportarten

### Gewichtheben
Über die olympische Qualifikationsrangliste der IWF konnte sich ein turkmenischer Gewichtheber im Schwergewicht der Männer qualifizieren.
| Athleten             | Wettbewerb        | Reißen  | Reißen | Stoßen  | Stoßen | Zweikampf | Zweikampf | Rang |
| Athleten             | Wettbewerb        | Gewicht | Rang   | Gewicht | Rang   | Gewicht   | Rang      | Rang |
| -------------------- | ----------------- | ------- | ------ | ------- | ------ | --------- | --------- | ---- |
| Männer               |                   |         |        |         |        |           |           |      |
| Döwranbek Hasanbaýew | Klasse bis 102 kg | 180 kg  | 6      | 190 kg  | 10     | 370 kg    | 10        | 10   |

### Judo
Über die IJF-Weltrangliste konnten sich zwei turkmenische Judokas qualifizieren.
| Athleten        | Wettbewerb       | 1. Runde | 1. Runde | 2. Runde | 2. Runde | Achtelfinale | Achtelfinale | Viertelfinale | Viertelfinale | Halbfinale / Trostrunde | Halbfinale / Trostrunde | Finale / Platz 3 | Finale / Platz 3 | Rang |
| Athleten        | Wettbewerb       | Gegner   | Ergebnis | Gegner   | Ergebnis | Gegner       | Ergebnis     | Gegner        | Ergebnis      | Gegner                  | Ergebnis                | Gegner           | Ergebnis         | Rang |
| --------------- | ---------------- | -------- | -------- | -------- | -------- | ------------ | ------------ | ------------- | ------------- | ----------------------- | ----------------------- | ---------------- | ---------------- | ---- |
| Frauen          |                  |          |          |          |          |              |              |               |               |                         |                         |                  |                  |      |
| Maýsa Pardaýewa | Klasse bis 57 kg | Cai Q.   | 10:0s1   | —        | —        | R. Silva     | 0:10         | ausgeschieden | ausgeschieden | ausgeschieden           | ausgeschieden           | ausgeschieden    | ausgeschieden    | 9    |
| Männer          |                  |          |          |          |          |              |              |               |               |                         |                         |                  |                  |      |
| Serdar Rahymow  | Klasse bis 66 kg | E. Pedro | 10:1s3   | —        | —        | W. Lima      | 0s3:10       | ausgeschieden | ausgeschieden | ausgeschieden           | ausgeschieden           | ausgeschieden    | ausgeschieden    | 9    |

### Leichtathletik
Laufen und Gehen
| Athleten           | Wettbewerb | Qualifikationslauf | Qualifikationslauf | Vorlauf | Vorlauf | Halbfinale    | Halbfinale    | Finale        | Finale        | Rang          |
| Athleten           | Wettbewerb | Zeit               | Rang               | Zeit    | Rang    | Zeit          | Rang          | Zeit          | Rang          | Rang          |
| ------------------ | ---------- | ------------------ | ------------------ | ------- | ------- | ------------- | ------------- | ------------- | ------------- | ------------- |
| Frauen             |            |                    |                    |         |         |               |               |               |               |               |
| Walentina Meredowa | 100 m      | 12,01 s            | 4                  | 11,95 s | 9       | ausgeschieden | ausgeschieden | ausgeschieden | ausgeschieden | ausgeschieden |

### Schwimmen
| Athleten       | Wettbewerb     | Vorlauf     | Vorlauf | Halbfinale    | Halbfinale    | Finale        | Finale        | Rang |
| Athleten       | Wettbewerb     | Zeit        | Rang    | Zeit          | Rang          | Zeit          | Rang          | Rang |
| -------------- | -------------- | ----------- | ------- | ------------- | ------------- | ------------- | ------------- | ---- |
| Frauen         |                |             |         |               |               |               |               |      |
| Aynura Primowa | 100 m Rücken   | 1:10,17 min | 35      | ausgeschieden | ausgeschieden | ausgeschieden | ausgeschieden | 35   |
| Männer         |                |             |         |               |               |               |               |      |
| Musa Schalajew | 100 m Freistil | 52,29 s     | 61      | ausgeschieden | ausgeschieden | ausgeschieden | ausgeschieden | 61   |